# Lepturges singularis
Lepturges singularis är en skalbaggsart som beskrevs av Monné 1976. Lepturges singularis ingår i släktet Lepturges och familjen långhorningar. Inga underarter finns listade i Catalogue of Life.